# Harris Dickinson
Harris Dickinson (Londres, 24 de junho de 1996) é um ator, escritor e cineasta britânico. Ele começou sua carreira na televisão britânica e teve seu primeiro papel principal no filme de drama Beach Rats (2017), para o qual foi nomeado para os Prêmios Independent Spirit de Melhor Ator Principal. Ele interpretou John Paul Getty III na série de drama da FX Trust (2018). 
Dickinson já estrelou os filmes Malévola: Mistress of Evil (2019), The King's Man (2021), Triangle of Sadness (2022), Where the Crawdads Sing (2022), The Iron Claw (2023), Babygirl (2024), e Blitz (2024), junto com a minissérie A Murder at the End of the World (2023). Ele recebeu duas indicações do BAFTA.

## Biografia
Dickinson nasceu em 24 de junho de 1996 no Hospital Universitário de Whipps Cross, Leytonstone, Leste de Londres, e cresceu em Highams Park. Aos 17 anos, ele abandonou a escola, onde estudava cinema e teatro.  Ele quase optou por uma carreira na Marinha Real Britânica, antes de ser convencido a retornar ao teatro por seu treinador na RAW Academy, em Londres. Dickinson comentou que muitas pessoas escolhem não seguir suas paixões "porque estão com medo ou não têm a rede de apoio".

## Carreira

### Década de 2010
Em 2016, Dickinson foi escalado como Frankie, um jovem lutando com sua sexualidade, no filme de Eliza Hittman, Beach Rats. O crítico da The Times, Ed Potton, destacou Dickinson por ter "aperfeiçoado um sotaque do sul do Brooklyn" como Frankie. Por sua atuação, Dickinson foi indicado aos Prêmios Prêmios Independent Spirit Award e os Prêmios Gotham Independent Film de Ator Revelação.
Em 2018, Dickinson estrelou o drama televisivo da FX , Trust, como John Paul Getty III. Em 2019, ele dublou o personagem Gurjin na série da Netflix, The Dark Crystal: Age of Resistance. Ele também estrelou emThe Darkest Minds.

### Década de 2020

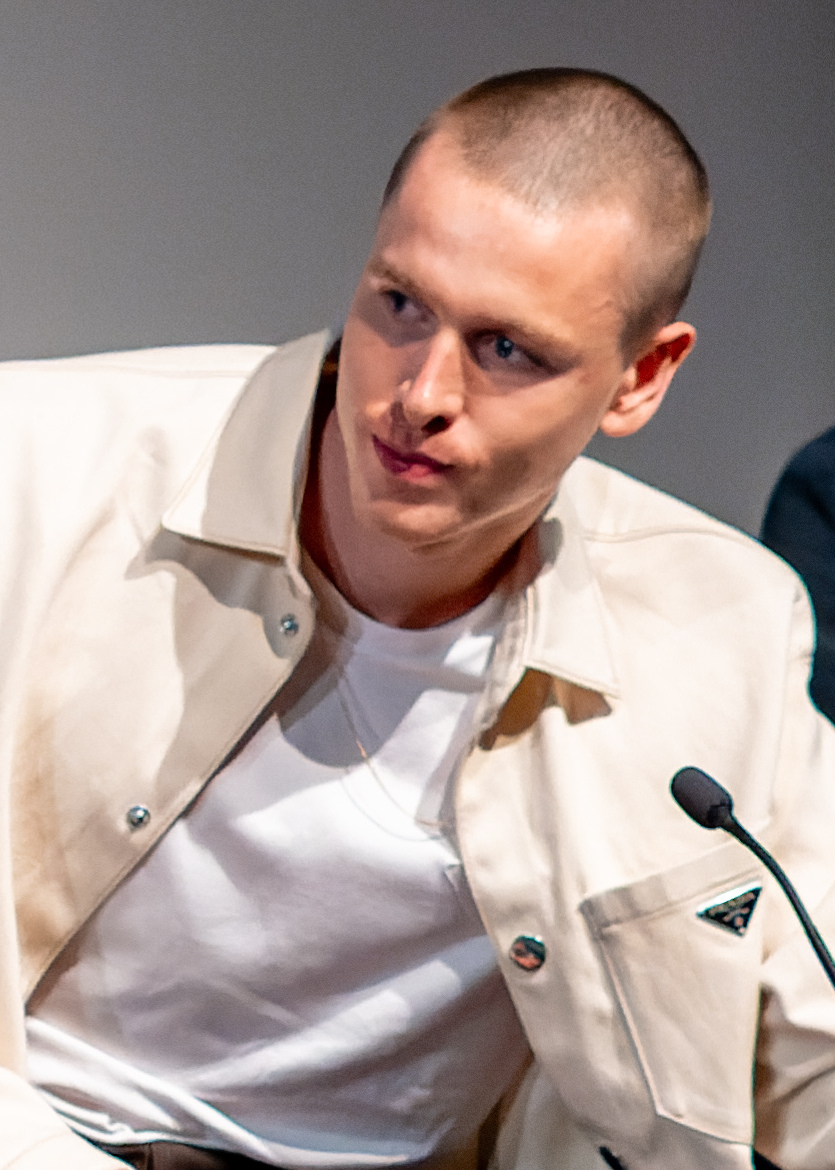
Dickinson in 2023

Em 2021, Dickinson estrelou a terceira parte dos filmes da saga Kingsman, The King's Man, como Conrad Oxford. O papel lhe rendeu sua primeira indicação ao BAFTA de Estrela Ascendente.
Em 2022, ele estrelou em Triangle of Sadness como modelo em um cruzeiro. O filme estreou no Festival de Cinema de Cannes de 2022 e venceu a Palma de Ouro. Analisando o filme, Peter Debruge da Variety escreveu que Dickinson "traz uma espécie de vulnerabilidade frágil ao garoto tipo fraternidadeAbercrombie". Dickinson co-estrelou em Where the Crawdads Sing, uma adaptação cinematográfica da novela de Delia Owens de mesmo nome, que foi lançado em julho de 2022.
Em 2023, ele estrelou a minissérie da FX na Hulu, A Murder at the End of the World. Por seu papel, Dickinson foi indicado ao prêmio British Academy Television Award fde Melhor Ator Coadjuvante. Ele então estrelou em Scrapper como Jason, um pai afastado que se reconecta com sua filha. O filme foi escrito e dirigido por Charlotte Regan, e estreou no Festival de Cinema de Sundance, em 2023. No mesmo ano, ele retratou David Von Erich no drama de açãoThe Iron Claw, sobre a família Von Erich. David Ehrlich da IndieWire achou "o infinitamente surpreendente Harris Dickinson [como] caloroso e brilhante" em seu papel.
No ano seguinte, ele teve um papel coadjuvante no filme de drama de época Blitz. Ele então estrelou ao lado de Nicole Kidman no filme de drama erótico Babygirl. David Rooney da The Hollywood Reporter escreveu: "A intensidade espontânea de Dickinson faz dele uma presença magnética na tela", acrescentando que "ele não exalava tanta sexualidade pura desde Beach Rats".

## Filmografia

### Cinema
| Ano  | Título                  | Papel                | Notas |
| ---- | ----------------------- | -------------------- | ----- |
| 2017 | Beach Rats              | Frankie              |       |
| 2018 | The Darkest Minds       | Liam Stewart         |       |
| 2018 | Postcards from London   | Jim                  |       |
| 2019 | County Lines            | Simon                |       |
| 2019 | Malévola: Dona do Mal   | Príncipe Phillip     |       |
| 2019 | Matthias & Maxime       | McAfee               |       |
| 2021 | The King's Man          | Conrad Oxford        |       |
| 2021 | The Souvenir Part II    | Pete                 |       |
| 2022 | Don't Look at the Demon | Ben                  |       |
| 2022 | See How They Run        | Richard Attenborough |       |
| 2022 | Triângulo da Tristeza   | Carl                 |       |
| 2022 | Where the Crawdads Sing | Chase Andrews        |       |
| 2023 | Scrapper                | Jason                |       |
| 2024 | Babygirl                | Samuel               |       |
| 2024 | Blitz                   | Jack                 |       |

### Televisão
| Ano  | Título                              | Personagem          | Notas                              |
| ---- | ----------------------------------- | ------------------- | ---------------------------------- |
| 2014 | Some Girls                          | Tonka               | 2 episódios                        |
| 2016 | Home                                | P.K. Bell           | Filme para televisão               |
| 2017 | Clique                              | Sam                 | 4 episódios                        |
| 2017 | Silent Witness                      | Aaron Logan         | Episódio: "Remembrance" (2 partes) |
| 2018 | Trust                               | John Paul Getty III | Papel principal                    |
| 2019 | The Dark Crystal: Age of Resistance | Gurjin (voz)        | 8 episódios                        |

### Curtas-Metragem
| Ano  | Título        | Personagem | Notas                      |
| ---- | ------------- | ---------- | -------------------------- |
| 2013 | Who Cares     | —          | Diretor, escritor e editor |
| 2014 | Surface       | —          | Diretor, escritor          |
| 2014 | Battle Lines  | Stanley    |                            |
| 2015 | Drop          | —          | Diretor, escritor          |
| 2017 | Morning Blues |            |                            |

## Prémios e indicações
| Ano  | Prémio                          | Categoria                           | Trabalho     | Resultado | Referências |
| ---- | ------------------------------- | ----------------------------------- | ------------ | --------- | ----------- |
| 2017 | Gotham Awards                   | Ator Inovador                       | Beach Rats   | Indicado  | [ 26 ]      |
| 2017 | Independent Spirit Awards       | Melhor Ator                         | Beach Rats   | Indicado  | [ 27 ]      |
| 2018 | London Film Critics' Circle     | Intérprete Britânico/Irlandês Jovem | Beach Rats   | Venceu    | [ 28 ]      |
| 2020 | British Independent Film Awards | Melhor Ator Coadjuvante             | County Lines | Indicado  | [ 29 ]      |